# Michel Lafon
Michel Lafon (Montpellier, 17 april 1954 - Grenoble, 22 oktober 2014) was een Frans filoloog, hispanist, hoogleraar aan de Stendhal-universiteit, schrijver en eenmalig stripscenarist.

## Carrière
In 1989 behaalde Lafon zijn doctoraat met de these Recherches sur l'oeuvre de Jorge Luis Borges : ecriture et reecriture bij het Études latino-américaines intitulée aan de Sorbonne bij Maurice Molho. In 1991 werd hij aangesteld als hoogleraar Argentijnse literatuur aan de Stendhal-universiteit en later verkreeg hij de functie van directeur van het Institut des langues et cultures d'Europe et d'Amérique (ILCEA) bij deze universiteit.
In 2008 publiceerde Lafon zijn eerste boek getiteld Une vie de Pierre Ménard, dat in 2009 de Valery Larbaud-prijs won. Hij schreef daarnaast ook veel over zijn vakgebied met betrekking tot de Argentijnse literatuur en aan literaire theorievraagstukken, waarbij hij in 2006 samen een boek getiteld Nous est un autre publiceerde met Benoît Peeters. Ook vertaalde hij Argentijnse romans naar het Frans, onder meer van de schrijver César Aira.
In 2011 schreef Lafon het scenario voor het album Het complot van Baal in de reeks Alex, dat door Christophe Simon werd getekend.